# (233) Астеропа
(233) Астеропа (др.-греч. Ἀστερόπη) — довольно крупный астероид главного пояса, принадлежащий к редкому спектральному классу T. Его спектр говорит о наличие в составе астероида троилита, особой формы сернистого железа, которая часто встречается в железных метеоритах. Он был обнаружен 11 мая 1883 года французским астрономом Альфонсом Борелли в обсерватории Марселя и назван в честь плеяды по имени Астеропа, которая, согласно древнегреческой мифологии, дочь титана Атланта и океаниды Плейоны. Стеропой (или Атеропой) также названа звезда в созвездии Тельца.

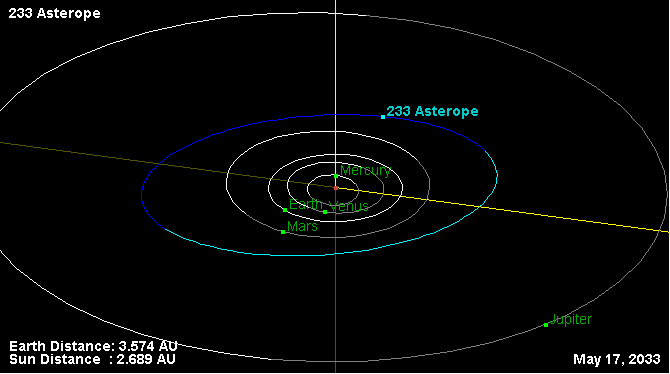
Орбита астероида Астеропа и его положение в Солнечной системе

Фотометрические наблюдения, проведённые в 1995 году, позволили получить кривые блеска этого тела, из которых следовало, что период вращения астероида вокруг своей оси равняется 19,743 часа. Данные о размерах и соответственно размерах астероида несколько расходятся у разных обсерваторий: IRAS даёт размеры 109,56 ± 5,04 км при альбедо равном 0,08 ± 0,01, а результаты измерений телескопа Спитцер свидетельствуют о диаметре в 97,54 ± 10,32 км и альбедо 0,10 ± 0,01.